# Bogislaw von Schwerin
Bogislaw von Schwerin (auch Bogislav oder Bogislaus; * 22. Juli 1622 in Ueckermünde; † 16. Januar 1678 in Stettin) war ein kurbrandenburgischer Kammerherr, Geheimer Kriegsrat, Landvoigt, Komtur der Kommende zu Schivelbein und Generalmajor. Er war Gouverneur der pommerschen Milizen und der Festung Kolberg. Er war im Besitz mehrerer großer Güter in Pommern.

## Leben
Bogislaw von Schwerin entstammte dem Adelsgeschlecht von Schwerin und wurde als Sohn des pommerschen Landrates und Amtshauptmanns von Ueckermünde Otto von Schwerin geboren. Seine Mutter war Dorothee von Weissenbach. Zusammen mit seinem Bruder Otto von Schwerin schickte ihn der Vater 1637 ins preußische Königsberg zur Ausbildung. Der Bruder war später brandenburgischer Oberpräsident.
Schwerin wurde zum Inhaber (1655–1668) des Infanterieregimentes Nr. 2 ernannt und war seit 1654 Kommandant von Kolberg.
Im Jahr 1653 gründete der Große Kurfürst Friedrich Wilhelm von Brandenburg eine Ritterakademie in Kolberg mit Schwerin als Leiter. 1654 stieg er zum Oberstleutnant, 1657 zum Regimentskommandeur (800 Knechte), 1664 zum Oberst und 1669 zum Generalmajor auf.
Im Pommernfeldzug 1675/76 befehligte Schwerin die rechte östliche Flanke der brandenburgischen Streitmacht aus Hinterpommern, nahm die Insel Wollin ein, besetzte die Insel Usedom und zog von der Insel gegen Wolgast aus.
Im Schwedisch-Brandenburgischen Krieg verstarb er 1678 nach der Belagerung und Erstürmung von Stettin.
Sein Sohn war der Jurist Johannes „Johann“ Bogislaus von Schwerin.